# Jefim Geller
Jefim Petrovitj Geller (russisk: (Ефим Петрович Геллер) (8. marts 1925 i Odessa, Ukrainske SSR, Sovjetunionen – 17. november 1998) var en sovjetisk skakstormester, -træner og -skribent. Han var blandt verdens bedste skakspillere fra 1950'erne til 1970'erne, og deltog i kandidatturneringen seks gange. Han havde i sin samlede karriere en positiv score mod skakverdensmestrene Mikhail Botvinnik, Vassilij Smyslov, Tigran Petrosian og Bobby Fischer.

## Biografi
Jefim Geller voksede op i Odessa, og med en baggrund som basketballspiller tog han en uddannelse i idræt, før han forholdsvis sent satsede på skak. Hans udvikling som skakspiller blev bl.a. forsinket af 2. verdenskrig. Hans første bemærkelsesværdige turneringsresultat var en sjetteplads i det ukrainske mesterskab i 1947.
Geller vandt i 1949 semifinalen i Sovjetmesterskabet i Tbilisi og hentede i finalen i Moskva samme år en sensationel delt tredjeplads efter David Bronstein og Vassilij Smyslov, men foran så kendte spillere som Semjon Furman, Isaak Boleslavskij, Aleksandr Kotov, Salo Flohr, Tigran Petrosian, Vjatjeslav Ragosin, og Grigorij Löwenfisch.
I hele sin karriere spillede Geller 23 Sovjetmesterskaber, hvilket kun Mark Tajmanov også nåede. Han vandt to mesterskaber: I 1955 og 1979. Da han vandt det sidste som 54-årig blev han den ældste nogensinde til at vinde mesterskabet for Sovjetunionen.